# System request

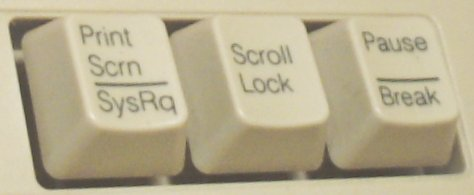
Grupa klawiszy na standardowej klawiaturze, ten z lewej strony to klawisz System request.

System request (dosłownie „żądanie systemu”), SysRq – jeden z klawiszy specjalnych znajdujących się na standardowej klawiaturze, między innymi w komputerach osobistych. Klawisz ten nie ma standardowego zastosowania. W komputerach, których BIOS obsługuje rozszerzoną klawiaturę (101 lub 102 klawiszy), klawisz SysRq wywołuje przerwanie numer 15h. W odróżnieniu od większości klawiszy, przyciśnięcie SysRq nie umieszcza kodu klawisza w buforze klawiatury.
Osobny klawisz SysRq został wprowadzony przez IBM w klawiaturze AT (84 klawisze). Współcześnie produkowane klawiatury najczęściej posiadają jeden klawisz Print Screen/System request.
Klawisz ten miał w zamierzeniu służyć do wywoływania niskopoziomowych funkcji systemu operacyjnego. Współczesne systemy operacyjne w większości ignorują przyciśnięcie tego klawisza. Systemy z rodziny Linux wykorzystują tzw. „magiczny klawisz SysRq”, sekwencję klawiszy służącą do wysyłania komend bezpośrednio do jądra systemu, w celu wyjścia ze stanu zawieszenia lub dla potrzeb debugowania; dezaktywuje ją tylko stan kernel panic. Klawisz ten jest używany w debuggerach firmy Microsoft, jak CodeView i WinDbg; w systemie Windows Server 2003 klawisz ten może zostać użyty do uruchomienia debugowania jądra.